# Era atomica
Era atomica è un'espressione tipicamente usata per delineare il periodo della storia contemporanea che segue la scoperta della fissione nucleare di Otto Hahn nel 1938 e poi la detonazione della prima bomba nucleare su Hiroshima in Giappone nel 1945. Sebbene la tecnologia nucleare esistesse già prima di tale evento, il bombardamento atomico di Hiroshima e Nagasaki rappresentò il primo utilizzo pratico su vasta scala di tale tecnologia, introducendo profondi cambiamenti nel pensiero sociopolitico e nell'andamento dello sviluppo tecnologico.

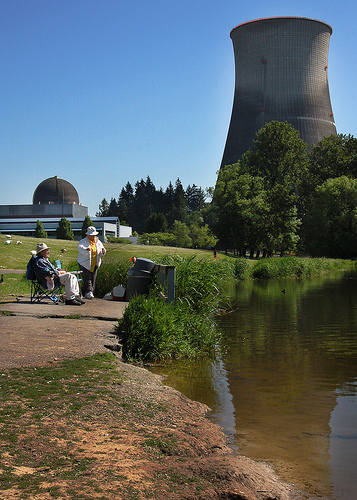
Una centrale nucleare degli anni Settanta che usava l'energia atomica per generare elettricità

## Storia
Fu il giornalista del New York Times William L. Laurence a coniare l'espressione "Atomic Age" (era atomica). Lo fece dopo aver partecipato come osservatore all'esplosione della prima bomba atomica, avvenuta il 16 luglio 1945 ad Alamogordo nel deserto del Nuovo Messico (test Trinity).
A quel punto gli Stati Uniti d'America divennero la prima e unica potenza nucleare del mondo e utilizzarono questa loro superiorità tecnologica nel bombardamento atomico di Hiroshima e Nagasaki del 1945, che di fatto pose fine alla seconda guerra mondiale.
Tra il 1946 e il 1958 gli Stati Uniti provocarono decine di esplosioni nucleari nell'atollo di Bikini.
Di vera e propria emergenza nucleare si poté parlare, però, solamente a partire dal 1949, anno in cui i Sovietici riuscirono a costruire il loro primo ordigno atomico. Un avvertimento sui potenziali pericoli atomici c'era però stato durante la guerra di Corea, quando il generale MacArthur aveva cercato inutilmente di far accettare la sua proposta di sganciare l'atomica sulla Cina. Intanto nuove armi nucleari, come la temuta bomba all'idrogeno, erano diventate realtà. Gli Stati Uniti ne avevano sperimentata una nel 1952, l'Unione Sovietica appena un anno dopo.
Nel 1953 il presidente Eisenhower in un pubblico discorso auspicò un capillare utilizzo dell'energia nucleare per scopi civili. Un anno dopo prese il via la prima centrale nucleare del mondo ad Obninsk in Unione Sovietica. A partire dal 1954 l'Unione Sovietica eseguì un numero piuttosto consistente di esperimenti nucleari nell'arcipelago di Novaja Zemlja.
È l'epoca in cui l'espressione "era atomica" si ammanta di significati positivi e di fiducia nei confronti del futuro, che si immagina caratterizzato da importanti avanzamenti tecnologici e da un ruolo sempre più importante dell'energia nucleare rispetto a quella generata da combustibili fossili come il petrolio e il carbone.
Questo clima ottimistico sarebbe stato spazzato via dai successivi avvenimenti geopolitici, culminati con l'episodio della Baia dei Porci (1961), in cui un gruppo di esuli cubani finanziati dalla CIA tentò di invadere l'isola di Cuba. L'insuccesso di tale operazione fece precipitare i rapporti tra le superpotenze USA e URSS, tanto che il presidente John Fitzgerald Kennedy, in un discorso alla nazione americana del 6 ottobre 1961, raccomandò vivamente alla popolazione di procedere celermente alla costruzione di rifugi antiatomici, non potendo lo Stato farsi carico della salvezza e della protezione di ogni singolo cittadino. Egli stesso ebbe il proprio bunker personale, localizzato a Peanut Island, nella contea di Palm Beach in Florida. Sempre nello stesso anno l'URSS, peraltro, aveva fatto esplodere una bomba all'idrogeno con un potenziale superiore di quasi cinquemila volte all'atomica sganciata su Hiroshima.
Nel 1963 USA, URSS e Gran Bretagna arrivarono finalmente ad un accordo, il cosiddetto “Partial Test Ban Treaty”, per fare cessare i test nucleari terrestri e subacquei, ma non quelli sotterranei. L'emergenza nucleare poteva dirsi conclusa, anche se era chiaro che fin quando ci fosse stato anche un solo ordigno la minaccia per l'umanità sarebbe proseguita. In questo contesto destarono apprensione i ripetuti esperimenti nucleari della Francia nell'atollo di Mururoa, iniziati nel 1966 e terminati nel 1996.
Negli anni sessanta all'utilizzo dell'espressione era atomica si iniziò a preferire quello di Era spaziale, aperta ufficialmente dal lancio dello Sputnik nello spazio, nel 1957. Se nel 1959, secondo un sondaggio Gallup, la percentuale di cittadini americani preoccupati per un'imminente guerra nucleare è del 64%, nel 1965 si scende al 16%.
Con la fine della guerra fredda, sentenziata dalla caduta del muro di Berlino nel 1989, si è aperta, come ha sostenuto qualcuno, la cosiddetta “seconda era atomica o nucleare”, che vede in posizione di preminenza gli Stati Uniti e la Russia, ma anche nuove potenze nucleari come il Pakistan, la Corea del Nord, la Cina, l'India, Israele.
L'attenzione dell'umanità nei confronti del rischio nucleare è ulteriormente aumentata di fronte alle velleità dell'Iran di munirsi dell'atomica e da più parti, soprattutto in Occidente, è corsa contro il tempo per impedire che ciò avvenga.
L'utilizzo dell'energia nucleare per scopi civili nel frattempo è proseguita, pur facendo registrare alcune battute d'arresto, dovute soprattutto all'impatto sull'opinione pubblica di alcuni incidenti nucleari e in particolare della catastrofe ambientale di Černobyl' in Ucraina nel 1986.

## Tecnologia
Nell'immediato dopoguerra l'energia atomica fu vista non soltanto come pericolo per l'umanità, ma anche come speranza per un rapido sviluppo economico della società. Il paese capofila di questa istanza furono gli Stati Uniti. Il 20 agosto 1945 fu pubblicato dalla rivista Newsweek un progetto illustrato per la realizzazione della prima automobile atomica e del primo aereo atomico. L'idea allettante di costruire la prima macchina atomica venne anche alla casa automobilistica della Ford. Questa progettò un prototipo che prese il nome di Ford Nucleon, autovettura che sarebbe stata dotata di un piccolo ma agile reattore nucleare installato sulla parte posteriore della macchina. Nelle intenzioni della Ford, tale automobile avrebbe avuto un'autonomia energetica di circa 5.000 miglia. Il progetto, però, fu ben presto accantonato e nessuna vettura fu mai costruita.
Il fronte tecnologico si arricchì di una nuova invenzione nel 1948, quando fu costruito il primo rudimentale orologio atomico. Nel 1955 Louis Essen ne costruì un altro più elaborato che fu collocato presso l'osservatorio di Greenwich a Londra. Questi meccanismi si sostenevano sul concetto di tempo atomico, che fu introdotto ufficialmente soltanto nel 1972.
Altre proposte ed idee sorsero per fabbricare fertilizzanti atomici o per usare l'energia atomica nel campo dell'escavazione dei canali. Ben presto, però, fu chiaro che questi progetti sarebbero stati difficili da mettere in pratica, soprattutto per i costi esorbitanti di realizzazione.
L'interesse della ricerca andò allora ad appuntarsi sulla trasformazione dell'energia nucleare in elettricità, al fine di un suo utilizzo su scala industriale e civile. Nel 1955 la città di Arco divenne la prima realtà urbana al mondo ad essere illuminata da elettricità prodotta completamente da energia atomica. Anche in questo caso, i costi sempre crescenti resero meno competitivo questo sfruttamento rispetto a quello rappresentato da altri combustibili come il carbone e il petrolio, almeno a partire dalla metà degli anni sessanta.

## Scienza

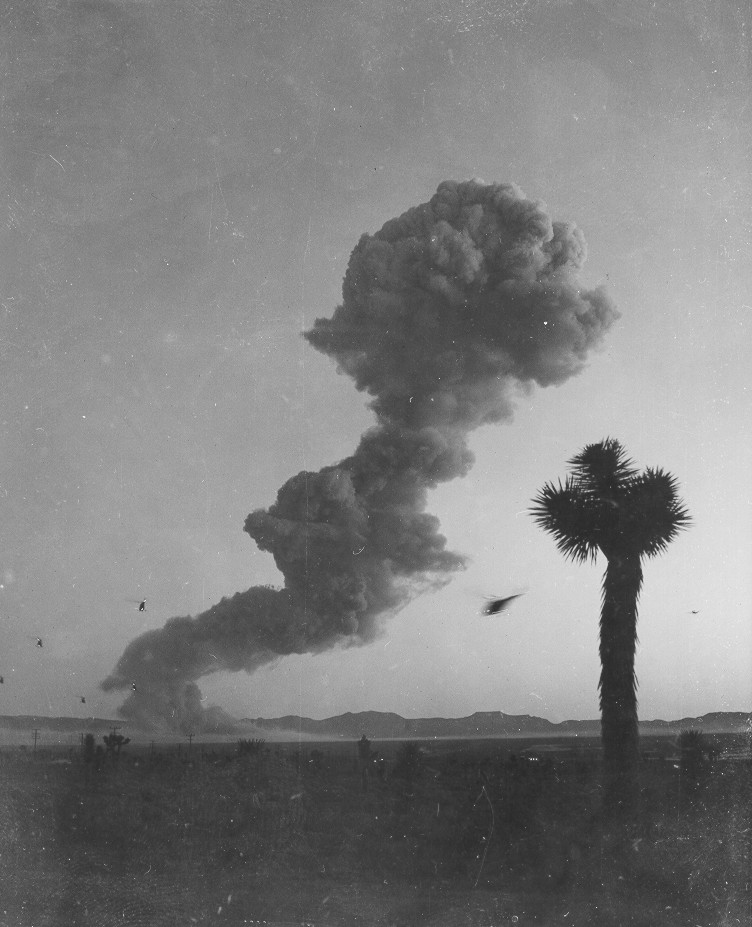
Test nucleare statunitense, Nevada Test Site, 18 aprile 1953

In campo scientifico e in particolare nella ricerca medica si registrarono degli importanti progressi. Fu soprattutto a partire dal 1945 e in particolare dopo i bombardamenti atomici di Hiroshima e Nagasaki che furono studiati e resi noti gli effetti dell'avvelenamento da radiazione. Nel 1946 Hermann Joseph Muller ricevette il Premio Nobel per la medicina per gli studi condotti sugli effetti genetici della radiazione.
La medicina nucleare fece passi in avanti sia per ciò che riguarda il lato diagnostico che quello terapeutico. Quanto alla diagnosi, vi fu l'invenzione nel 1957 da parte di Hal Anger della Gamma camera, per l'acquisizione di immagini scintigrafiche. Si sviluppò inoltre la telecobaltoterapia (con Cobalto 60, un radioisotopo con radioattività naturale prodotto artificialmente all'interno di un reattore nucleare), che fece progredire la cura delle patologie cancerose con l'utilizzo di radioisotopi. La cobaltoterapia sostituì progressivamente negli anni cinquanta la roentgenterapia e la telecesioterapia, dimostrandosi meno dannosa e costosa.
Nel 1953, al settimo congresso internazionale di radiologia che si svolse a Copenaghen, si attestarono e si certificarono i progressi compiuti.
Nell'opinione pubblica fece scalpore la cosiddetta bomba al cobalto teorizzata nel febbraio 1950 dal fisico Leó Szilárd (e mai costruita), secondo il quale, producendo un fallout di lunga durata, avrebbe potuto cancellare la vita dalla Terra.
L'invenzione nel 1950 del pacemaker ha proposto all'attenzione della scienza medica anche la sua versione nucleare o atomica.

## Letteratura
Nel 1946 l'economista ed editorialista di BusinessWeek Virgil Jordan scrisse il saggio Manifesto dell'era atomica, che incarna le paure e le speranze di un'epoca che si è appena aperta. In Europa la voce più roboante fu quella di Jean Nocher, giornalista e conduttore radiofonico francese, che dal 1947 al 1949 diede alla luce Le Pamphlet atomique, una raccolta di ventiquattro saggi polemici che spaziavano abbondantemente nella fantapolitica.
Vennero pubblicati inoltre numerosi romanzi che trattavano tematiche legate alla guerra nucleare con tutte le conseguenze in termini di distruzione pressoché totale per la civiltà e per l'uomo, inquadrabili nel filone della fantascienza apocalittica e postapocalittica. Dal 1955 al 1963 il vasto pubblico conobbe opere come Paria dei cieli di Isaac Asimov (1957), L'ultima spiaggia di Nevil Shute, Un cantico per Leibowitz di Walter M. Miller (1959), Livello 7 (1959) e Apocalisse tascabile (1962) di Mordecai Roshwald, Il pianeta delle scimmie del francese Pierre Boulle (1963).
Ambientandolo nel 1957, il poeta e scrittore Ted Hughes scrisse dieci anni dopo il romanzo per ragazzi L'uomo di ferro (The Iron Man, 1968), un affresco delle paure che gli uomini nutrivano durante l'era atomica.
Alberto Moravia pubblicò sul tema L'inverno nucleare (1986), raccolta di articoli e saggi scritti tra gli anni 1982-1985, con interviste a studiosi scientifici e politici del tempo.

## Cinema
Negli anni cinquanta, negli Stati Uniti d'America vennero realizzati film che rispecchiavano la visione ottimistica di quel tempo e film che, viceversa, riflettevano tutte le paure ed il pessimismo di un'epoca controversa.
Accanto a pellicole che immortalano i maggiori attori statunitensi ve ne furono alcune facenti parte del cosiddetto genere del B-movie. Tra questi ultimi, non pochi film si occuparono di era atomica, di radiazioni e di esplosioni nucleari. In questo decennio videro la luce opere come: Invasion U.S.A. (1952) di Alfred Green, La spia (The Thief, 1952) di Russell Rouse, Il risveglio del dinosauro (The Beast from 20,000 Fathoms, 1953) di Eugène Lourié, Run for the Hills (1953) di Lew Landers, Assalto alla Terra (Them!, 1954) di Gordon Douglas, Atomicofollia (The Atomic Kid, 1954) di Leslie H. Martinson, Il mostro del pianeta perduto (The Day the World Ended, 1955) di Roger Corman, Un bacio e una pistola (Kiss Me Deadly, 1955) di Robert Aldrich, Banditi atomici (Creature with the Atom Brain, 1955) di Edward L. Cahn, Radiazioni BX: distruzione uomo (The Incredible Shrinking Man, 1957) di Jack Arnold, I giganti invadono la Terra (The Amazing Colossal Man, 1957) di Bert I. Gordon, Salvate la Terra! (The Lost Missile, 1958) di William Berke e Uomini coccodrillo (The Alligator People, 1959) di Roy del Ruth.
L'ultima spiaggia (On the Beach, 1959) di Stanley Kramer, tratto dal romanzo omonimo dell'australiano Nevil Shute, ebbe il pregio di proporre l'argomento dell'Olocausto nucleare con un cast di artisti di primo piano come Gregory Peck, Ava Gardner, Anthony Perkins e un Fred Astaire in un'insolita veste drammatica.
Importanti produzioni giapponesi furono Le campane di Nagasaki (長崎の鐘, Nagasaki no Kane, 1952) di Tomotoka Tasaka, Godzilla (ゴジラ, Gojira 1954) e Uomini H (美女と液体人間, Bijo to Ekitainingen ) di Ishirō Honda.
Negli anni sessanta le produzioni cinematografiche di argomento atomico declinarono di numero, ma riscossero sempre un buon successo di pubblico. The Beast of Yucca Flats (1961) di Coleman Francis, Creation of the Humanoids (1962) di Wesley Barry, Il giorno dopo la fine del mondo (Panic in Year Zero!, 1962) di Ray Milland, Seddok, l'erede di Satana (Italia, 1960) di Anton Giulio Majano, furono alcune tra le pellicole cinematografiche che vennero realizzate in quegli anni, dominati dalla grandezza di opere come Il dottor Stranamore - Ovvero: come ho imparato a non preoccuparmi e ad amare la bomba (Dr. Strangelove, 1964) di Stanley Kubrick e Il pianeta delle scimmie (Planet of the Apes, 1968) di Franklin J. Schaffner, tratto dal romanzo omonimo di Pierre Boulle.
Negli anni settanta - se si escludono pellicole come L'altra faccia del pianeta delle scimmie (Beneath the Planet of the Apes , 1970) di Ted Post e poche altre - si nota un minor interesse per questo argomento.
La riscossa però arriva negli anni ottanta con film come: The Atomic Cafè (1982) di Jayne Loader, Kevin Rafferty, Pierce Rafferty, Wargames - Giochi di guerra (WarGames, 1983) di John Badham, One Night Stand (1984) di John Duigan, Radioactive Dreams (1985) di Albert Pyun, Sacrificio (1986) di Andrej Tarkovskij, Quando soffia il vento (When the Wind Blows, 1986) di Jimmy Murakami e Soluzione finale (Miracle Mile, 1989) di Steve De Jarnatt.
Dagli anni novanta in poi il cinema di genere apocalittico è affiancato in importanza e ben presto superato da quello postapocalittico. La tragedia nucleare e le sue implicazioni sono ben rappresentate in film come Alle prime luci dell'alba (By Dawn's Early Light, 1991) di Jack Sholder e Atomic Dog (1998) di Brian Trenchard-Smith. È del 1999, inoltre, il film Sbucato dal passato (Blast from the Past) di Hugh Wilson, che narra la curiosa storia di una famiglia che nel corso della crisi dei missili di Cuba si chiude in un rifugio antiatomico e vi esce dopo trentacinque anni, in un mondo completamente diverso.

## Radio e televisione
Nel 1946 il giornalista Jean Nocher, conduttore del programma Plate-forme 70, simulò una guerra atomica in corso, provocando allarme nei radioascoltatori. Questo intervento assomigliava a quello di Orson Welles ne La guerra dei mondi, anche se la tematica trattata non era quella di un'invasione di extraterrestri.
Nocher fu per questo interdetto per tre mesi dai programmi radiofonici e la sua trasmissione venne definitivamente chiusa. Di quell'esperienza non rimase che un libro da lui scritto dal titolo di Plate-forme 70 ou l'Age atomique (1946).
Varie furono anche le trasmissioni televisive che si occuparono dell'era atomica e delle sue implicazioni, nel periodo che intercorse tra la fine della seconda guerra mondiale e la fine degli anni cinquanta. Tra tutti questi giova ricordare il documentario trasmesso sul canale televisivo statunitense CBS nel 1952 a firma di Edward R. Murrow. Si commemoravano i dieci anni della fabbricazione della prima pila atomica avvenuta nel 1942 e realizzata dall'équipe dello scienziato italiano Enrico Fermi. Il documentario poi si lasciava andare ad una celebrazione dell'era atomica, vista in chiave decisamente ottimistica.
Di grande tensione emotiva e drammatica risultò essere il documentario A Day Called X trasmesso sempre dalla rete americana CBS, nel dicembre del 1957, quando la voce dell'attore Glenn Ford testimoniò l'evacuazione della città di Portland dopo un simulato attacco nucleare da parte dei Sovietici.
Nel 1965 l'inglese Peter Watkins, produsse il film per la televisione dal titolo War Game, la cronaca di un attacco nucleare sovietico contro la Gran Bretagna. L'opera, che doveva essere trasmessa sulla rete BBC, fu improvvisamente cancellata dalla programmazione, e poté esser vista dal pubblico inglese soltanto nel 1985.
Alla relativa calma degli anni settanta seguì un periodo di maggior interesse verso la tematica nucleare. Nel 1982 prese il via la sitcom Whoops Apocalypse, trasmessa sulle reti britanniche, mentre nel 1983 su quelle americane venne messo in programmazione il film Testament. Sempre nel 1983 la rete NBC trasmise il film-documentario Special Bulletin. Nella contesa tra importanti network televisivi statunitensi si inserì anche la ABC, che proprio in quell'anno mise in palinsesto il film The Day After - Il giorno dopo, che suscitò grande interesse tra i telespettatori.
L'anno dopo la BBC produsse il film drammatico Ipotesi sopravvivenza (Threads), in cui si immaginava l'effetto disastroso di una guerra nucleare sulla città di Sheffield.
Tra le produzioni televisive degli anni successivi si ricorda la serie Jericho prodotto dalla CBS e trasmesso tra il 2006 e il 2008, incentrata sulla vita dei cittadini di una piccola città di provincia americana tagliata fuori dalla nazione in seguito di una serie di esplosioni atomiche attribuite ad attacchi terroristici.

## Giornali e riviste
Notevole fu l'apporto dei giornali e delle riviste, soprattutto americane, all'illustrazione dell'era atomica e di tutte le implicazioni che questa aveva comportato. L'8 agosto 1945 il Milwaukee Journal pubblicò l'articolo What an atomic bomb would do to the heart of Milwaukee, in cui si analizzava la capacità distruttiva della bomba atomica su Hiroshima e le conseguenze che questa avrebbe avuto se fosse stata sganciata su tale città americana. Questo metro comparativo allarmò non pochi americani che giudicavano la minaccia nucleare come un'ipotesi tutt'altro che remota.
Si dimostrò ancora più inquietante l'articolo sulla rivista Popular Mechanics dell'ottobre 1946, dal titolo di Will the Atom drive us underground?, in cui ci si chiedeva provocatoriamente, ma non troppo, se il futuro dell'umanità sarebbe stato quello di vivere sotto terra.
La situazione poi precipitò, tanto che quindici anni dopo la rivista Life lanciava l'allarme sicurezza negli Stati Uniti, trattando diffusamente la tematica dei rifugi antiatomici, alla cui costruzione un numero sempre maggiore di Americani, sollecitati finanche dalle autorità governative, si stava interessando.
Nel novembre del 1961 uscì un articolo su Fortune che dava conto dell'intenzione di Nelson Rockefeller e di altri uomini politici americani di scavare dei cunicoli sotterranei da adibire a rifugi antiatomici, capaci di accogliere svariati milioni di persone.

## Musica
L'invenzione del registratore a nastro impresse una decisa svolta nel modo di intendere la musica nell'immediato dopoguerra. Cambiarono così le tecniche di registrazione, che fino a quel momento avvenivano soltanto su disco. Facendo tesoro di questa nuova tecnologia, l'ingegnere del suono Pierre Schaeffer, dipendente della Società radiotelevisiva francese (RTF), portò avanti degli studi che avevano ad oggetto la musica nella sua totalità. La sua attività sul campo ebbe origine nel 1948, anno ufficiale di nascita della cosiddetta Musica concreta.
Schaeffer analizzò da vicino il rapporto tra musica e suono, contrapponendosi in modo critico alle esperienze musicali del passato, che a suo avviso peccavano di astrattezza. La musica, a suo avviso, doveva essere scomposta in vari elementi, e valutata in base ad ogni suo carattere, non ultimo quello della durata, del timbro, della frequenza e dell'ampiezza del suono.
Nel 1951 fondò a Parigi, insieme al musicista Pierre Henry, ed al fisico Andrè Moles, il Groupe de Recherches de Musique Concrete. Il gruppo aprì uno studio presso la Società radiotelevisiva francese, e condusse una fertile ricerca sperimentale sulla musica, ricevendo anche contributi importanti da parte di musicisti come Pierre Boulez, e Karlheinz Stockhausen.
La radicalità del linguaggio e delle sue teorizzazioni, fu anche la causa del tramonto di un'esperienza come questa.
L'argomento della guerra atomica, delle radiazioni e dell'energia nucleare, fu trattato ed affrontato anche negli anni seguenti in varie produzioni della musica leggera, tra cui non va dimenticato in primo luogo il brano 1983... (A Merman I Should Turn to Be) di Jimi Hendrix, dall'album Electric Ladyland uscito nel 1968. Si deve altresì citare il 45 giri 99 Luftballons (1984) della cantante tedesca Nena, e il 33 giri di Prince 1999, uscito nel 1982.
Il disco Atom Heart Mother dei Pink Floyd, pubblicato nel 1970, traeva il titolo dal caso di una donna inglese a cui era stato impiantato un pacemaker atomico e che nonostante questa limitazione era rimasta incinta.

## Arte
Anche in Europa l'incubo di una possibile guerra nucleare fu percepito con particolare apprensione. Vari furono i poster e i manifesti che illustrarono questa epoca e tutte le sue contraddizioni. L'artista svizzero Hans Erni realizzò nel 1954, per conto del Movimento svizzero per la Pace, il Manifesto contro la guerra atomica, pubblicato poi in diverse lingue. In Italia sorse un movimento artistico, l'Eaismo (1948-1959) che intendeva mettere in guardia l'umanità dal rischio di un conflitto di quella portata. Fu un movimento di avanguardia pittorico-poetica che redasse nel settembre del 1948 un manifesto in cui si affermava che la scoperta dell'energia atomica aveva alterato l'equilibrio sentimentale-morale dell'uomo all'interno del mondo, denunciando altresì l'inadeguatezza delle principali avanguardie storico-artistiche nel comprendere lo spirito dei nuovi tempi che si stavano vivendo.
Alla fine del 1950 Fortunato Depero lanciò il manifesto della pittura e plastica nucleare, lo stesso anno in cui il pittore francese Germaine Joumard pubblicò un manifesto di analogo tenore.
Nel 1951 sorse poi il Movimento nucleare, ad opera di Enrico Baj e Sergio Dangelo e con la partecipazione di artisti come Joe Colombo, Piero Manzoni, Asger Jorn, Yves Klein, Ettore Sordini, Angelo Verga, Gianni Dova, Remo Bianco. Il gruppo milanese si saldò poi a quello napoletano di Guido Biasi, Mario Colucci e Mario Persico.
Nello stesso anno Salvador Dalí portò a termine il Manifesto mistico, che costituiva la base teorica della sua esperienza nucleare.
Dal punto di vista individuale e dei singoli, nel 1942 il pittore italiano Alberto Martini elaborò un dipinto a cui diede il nome di l'era atomica, che intendeva così celebrare la costruzione della prima pila atomica da parte dell'équipe dello scienziato Enrico Fermi.
Sebbene Salvador Dalí avesse dipinto già nel 1945 l'opera Idillio atomico, il primo quadro che raffigurò la distruzione dell'atomo in un'esplosione nucleare fu realizzato dall'ideatore dell'Eaismo, Voltolino Fontani, Dinamica di assestamento del 1948. L'anno dopo, Salvador Dalí dipinse Leda atomica, mentre il pittore francese Bernard Lorjou iniziò la realizzazione del monumentale dipinto era atomica che concluse nel 1950.
Negli Stati Uniti l'era atomica in pittura fu ben interpretata da Jackson Pollock nel periodo che intercorse tra il 1947 e il 1950, in cui ideò e perfezionò la tecnica del dripping. La sua idea di fondo era che non fosse più possibile, dopo l'olocausto nucleare giapponese, fare pittura usando le stesse regole e le medesime tecniche del passato.
Il pittore Eugene Von Bruenchenhein dipinse il quadro Atomic age nel 1955 e negli anni seguenti, fino a circa il 1965, diede alla luce un numero elevato di paesaggi post-nucleari e apocalittici.
Negli anni sessanta si interessano dell'olocausto nucleare gli artisti della pop art Andy Warhol che nel 1965 dipinse Atomic Bomb e James Rosenquist che realizzò nello stesso anno l'opera F-111.

## Fumetti e manga

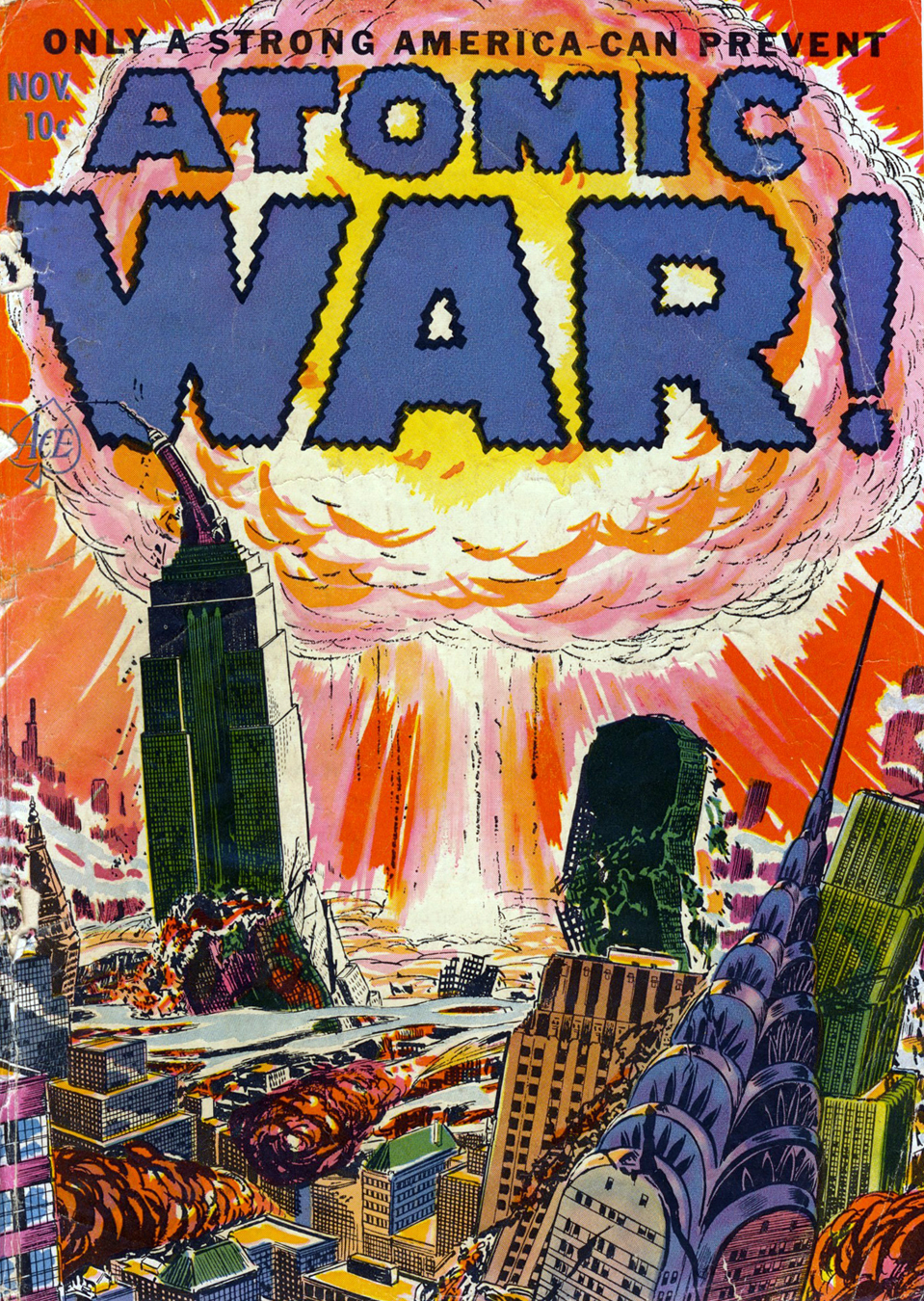
Il fumetto Atomic War! (nov. 1952) è incentrato su una ipotetica terza guerra mondiale atomica

Abbondante è pure la produzione di fumetti e in particolare di manga sull'era atomica e soprattutto su tematiche afferenti alla tragedia nucleare e alle esplosioni atomiche.
Non sono privi di richiami all'era atomica fumetti come Batman, Capitan America e Superman, il cui nemico giurato è un certo Atom Man.
Dal 1953 al 1963 gli artisti statunitensi Al Fago e Pat Masulli pubblicarono per la Charlton Comics cinquantaquattro libri a fumetti che mostravano precisi riferimenti con l'era atomica. Indirizzandosi ad un pubblico di bambini e ragazzi, crearono dei personaggi tratti dal mondo animale. I più famosi furono Atomic Mouse, Atomic Cat, Atomic Bunny e Atomic Rabbit.
Il fumetto statunitense dell'Uomo Ragno (Spiderman), ideato nel 1962 da Stan Lee e Steve Ditko, individua l'origine di questo supereroe in un esperimento nucleare: durante la visita ad un laboratorio, il giovane protagonista del fumetto viene morso da un ragno radioattivo, assumendo straordinari poteri.
Nello stesso anno Stan Lee e Jack Kirby diedero alla luce il personaggio di Hulk, un selvaggio mostro dalla pelle verde, incontrollabile e dalla forza pressoché illimitata, le cui origini affondano ancora una volta in un esperimento nucleare mal riuscito: un fisico nucleare, il dott. Bruce Banner, viene investito dalla potenza deflagrante dei raggi gamma generati da un'esplosione atomica, subendo la terribile condanna di trasformarsi nel violento mostro verde in momenti di rabbia e forte stress.
Nel 1990 e 1991 vengono pubblicati dalla Marvel Comics quattro libri a fumetti dal titolo di Era atomica (Atomic Age), ideati da Frank Lovece, Mike Okamoto e Al Williamson, in cui si affronta l'argomento dell'incontro tra esseri umani ed alieni.
Anche l'universo dei manga giapponesi è denso di richiami all'era atomica e alla tragedia nucleare. Alcuni autori hanno vissuto in prima persona l'esplosione ad Hiroshima e Nagasaki, come per esempio Keiji Nakazawa, che nel 1975 pubblicò in quattro volumi il manga a fondo autobiografico Gen di Hiroshima (Hadashi No Gen).
Nel 1983 è la volta di Ken il guerriero, di Tetsuo Hara e Buronson, che narra le vicende di Ken Shiro, nobile combattente contro il male in un mondo devastato da una catastrofica esplosione nucleare.

## Cartoni animati
Molto stretto è il collegamento tra fumetti, manga e cartoni animati. Il successo del fumetto dell'Uomo Ragno è stata bissata dalla sua versione a disegni animati. Analogamente Ken il guerriero, la cui trasposizione sugli schermi televisivi sotto forma di anime ha ottenuto svariati consensi tra i più giovani.
Nella seconda metà degli anni cinquanta nel settore dei cartoni animati americani alla Disney si affiancarono importanti concorrenti, come la Warner Bros. e Hanna-Barbera. Questi ultimi confezionarono nel 1965 il cartone animato Atom la formica atomica (The Atom Ant Show), che narrava le vicende di un insetto dotato di poteri sovrannaturali.
Nell'episodio della serie TV a cartoni animati I Simpson trasmesso il 17 dicembre 1989 si fa ampio riferimento all'era atomica, narrando l'esperienza lavorativa di Homer Simpson al tempo in cui era impiegato in una centrale nucleare.
Tra le migliori produzioni d'animazione sull'argomento è possibile ricordare inoltre il film Il gigante di ferro, diretto nel 1999 da Brad Bird, tratto dal romanzo di Ted Hughes L'uomo di ferro. La storia, ambientata nel 1957 in piena era atomica, tende a prendersi gioco dell'ottusità dell'opinione pubblica che a quel tempo vedeva mostri dappertutto.

## Educazione e propaganda
L'era atomica ebbe come interlocutori designati le nuove generazioni di bambini e ragazzi passati alla storia con il soprannome di "baby boomers". La crescita demografica che si registrò negli Stati Uniti e nelle principali nazioni occidentali portò dinamismo nell'economia e negli stili di vita, ma non poté cancellare tutte quelle inquietudini che quell'Era si stava portando dietro. Si doveva spiegare ai più giovani che l'atomo non era un nemico, ma soltanto uno strumento per ottenere maggiore benessere. Anche le grandi imprese private furono in prima linea per trasmettere messaggi il più possibile rassicuranti. La General Electric, per esempio, nel 1948 sponsorizzò la pubblicazione del libro a fumetti Adventures inside the Atom, a cui seguì il film A is for Atom (1953) e nel 1955 il volume Inside the Atom.
La Gilberton Company promosse nel 1960 la pubblicazione del libro Classics illustrated: the Atomic Age.
L'educazione delle masse più giovani coinvolse anche la maggiore azienda produttrice di cartoni animati, la Disney che, nel 1957, produsse il film Our Friend the Atom, sponsorizzato dalla General Dynamics, industria produttrice di reattori nucleari, con cui si tessevano gli elogi sperticati dell'era atomica considerata come l'inizio di una nuova età dell'oro. Il film fu proiettato in quasi tutte le scuole americane e rappresentò una forma di educazione di massa, nonché di velata propaganda.
Un altro caposaldo dell'educazione americana fu quello dell'insegnamento delle tecniche di difesa e protezione in caso di attacco nucleare. Il fatto che i sovietici fossero in grado a partire dal 1949 di produrre ordigni atomici intensificò quest'attività di informazione dettata da intenti pedagogici e propagandistici. Nel 1951 fu prodotto dalla Archer productions, su commissione dell'Amministrazione federale americana della Difesa, il film Duck and Cover per la regia di Anthony Rizzo, che dal 1952 fu proiettato nelle scuole. Lo scopo principale era quello di far apprendere agli scolari americani la tecnica di difesa "duck and cover", che questi avrebbero dovuto necessariamente sperimentare e mettere in pratica qualora avessero intravisto i bagliori di un'esplosione nucleare. I ragazzi si sarebbero dovuti buttare a terra, coprendosi la testa con le mani, in attesa di trovare protezioni più efficaci. Questa tecnica fu insegnata negli anni sessanta anche nelle scuole inglesi, grazie anche alla produzione di sette film sull'argomento nucleare, facenti parte della serie nota con il titolo di Civil Defence Bullettin.
L'era atomica fu vissuta con particolare sconcerto in Svizzera che, unica tra le nazioni del mondo, promosse la capillare costruzione di rifugi atomici. Alcune leggi degli anni settanta, prescrivevano che gli edifici di nuova costruzione fossero dotati anche di un bunker atomico.

## Religione
Nel 1948 l'insegnante americano Wilbur M. Smith pubblicò il libro This Atomic Age and the Word of God, in cui cercava di stabilire un legame stretto tra l'era atomica in corso e la Parola di Dio. Il testo che Smith prese a riferimento fu la Seconda lettera di Pietro, contenuta nel Nuovo Testamento, versetti 3:10-18. Egli volle rintracciarvi la prova provata che la Terra sarebbe stata distrutta da un'esplosione nucleare. L'Apocalisse, sempre secondo Smith, sarebbe stata dietro l'angolo e San Pietro non avrebbe fatto mistero di conoscere il destino del mondo.
Il libro, lungi dall'essere considerato un rudimentale sermone trasfuso in uno scritto, vendette migliaia di copie, ottenendo consensi soprattutto tra i gruppi fondamentalisti cristiani. Il messaggio fu inteso soprattutto dalla setta protestante e millenaristica del Dispensazionalismo, che si preparò mentalmente e spiritualmente al combattimento finale tra le supposte forze del bene e quelle del male. I nemici conclamati e annunciati erano i comunisti sovietici, in grado, alla pari degli statunitensi, di disporre di arsenali nucleari. La bomba atomica cominciò ad essere vista dai fondamentalisti cristiani non più e non solo come uno spauracchio, ma anche come un mezzo difensivo necessario ad arginare le velleità dei nemici “rossi”.
Già nella finzione letteraria c'era stato chi aveva provato a stabilire un nesso tra religione ed energia nucleare. Isaac Asimov, per esempio, nel Ciclo della Fondazione, aveva tratteggiato le figure degli esponenti della setta religiosa degli scientisti, autentici adoratori dell'energia atomica. Pierre Boulle avrebbe fatto lo stesso due decenni dopo nel romanzo Il pianeta delle scimmie, dove a contrastare la brutalità e le pretese egemoniche dell'esercito delle scimmie vi era un gruppo di uomini dai poteri mentali straordinari, che riponevano cieca fiducia nella bomba atomica. Il culmine della vicenda è un'esplosione nucleare che distrugge la Terra.
Il rapporto tra religione ed energia atomica sembra oggi ricostituirsi e rinsaldarsi nelle velleità e ambizioni del clero sciita iraniano.